# Осипово (Томская область)
О́сипово — посёлок в Парабельском районе Томской области России. Входит в состав Старицинского сельского поселения.

## География
Посёлок находится в центральной части Томской области, на правом берегу реки Чузик, на расстоянии примерно 125 километров (по прямой) к юго-западу от села Парабель, административного центра района. Абсолютная высота — 72 метра над уровнем моря.
Климат
Климат характеризуется как континентальный, с тёплым коротким лесом и морозной и продолжительной зимой.
Часовой пояс
Посёлок Осипово, как и вся Томская область, находится в часовой зоне МСК+4. Смещение применяемого времени относительно UTC составляет +7:00.

## Юрты Чинжаровы
В нескольких километрах от посёлка Осипово на правом берегу Чузика существовало поселение южных селькупов (группа чумэлкуп) — юрты Чинжаровы. В 1911 г.: 4 хозяйства — 11 человек.

## Население
| 1952 | 1959 | 1970 | 1977 | 1979 | 1989 | 2002 |
| ---- | ---- | ---- | ---- | ---- | ---- | ---- |
| 177  | ↗252 | ↗433 | ↘373 | ↘331 | ↘253 | ↘32  |
| 2010 | 2012 | 2013 | 2014 | 2015 | 2021 |      |
| ↘2   | →2   | ↘1   | ↘0   | →0   | ↗4   |      |

Половой состав
По данным Всероссийской переписи населения 2010 года в гендерной структуре населения мужчины составляли 100 %.
Национальный состав
Согласно результатам переписи 2002 года, в национальной структуре населения русские составляли 94 %.

## Улицы
Уличная сеть посёлка состоит из трёх улиц.